# 小行星4210
小行星4210（4210 Isobelthompson）是一颗围绕太阳公转的小行星。1987年2月21日，亨利·德波鸿诺在拉西拉天文台发现了此天体。
这颗小行星的绝对星等为285.3658659087562等。